# Phyllis Ann Wallace
Phyllis A. Wallace (1921–1993) foi uma eminente economista e ativista afro-americana, bem como a primeira mulher a receber o doutorado em economia na Universidade de Yale. Seu trabalho tendia a se concentrar na discriminação racial e de gênero no local de trabalho.

## Início da vida
Ela nasceu Annie Rebecca Wallace em Calvert County, Maryland, em 9 de junho de 1921, filha de John Wallace, um artesão, e Stevella Wallace. Ela frequentou uma escola secundária bem classificada, mas segregada, Frederick Douglass High School, graduando-se em 1939.
Apesar de ficar em primeiro lugar em sua turma do ensino médio, a lei estadual da época não permitia que ela frequentasse a Universidade de Maryland, totalmente branca. Ela frequentou a Universidade de Nova York, recebendo um diploma de bacharel em economia em 1943, graduando-se magna cum laude e Phi Beta Kappa.
Mais tarde, ela frequentou a Universidade de Yale, obtendo um mestrado em 1944 e um doutorado em 1948. Uma mistura de incentivo de seu professor de economista de Yale e trabalho em uma agência federal de defesa a fez decidir seguir uma carreira em economia internacional.

## Carreira
Seu trabalho começou estudando o crescimento econômico na União Soviética, mas depois transferiu-se para um foco na economia do local de trabalho, juntando-se à equipe sênior da Comissão de Oportunidades Iguais de Emprego (EEOC) em 1965. Ela se tornou uma voz pela antidiscriminação no local de trabalho e foi uma parte importante das contingências antidiscriminação no local de trabalho da Lei dos Direitos Civis de 1964. Seu trabalho mudou novamente para questões econômicas com jovens de minorias urbanas quando ela começou a trabalhar para o Metropolitan Applied Research Center (MARC).
Wallace ingressou no corpo docente do MIT em 1972 como professora visitante e foi titular como professor titular em 1974, na Sloan School. Sua nomeação fez dela a primeira mulher a conseguir um cargo na Sloan. Wallace se aposentou do ensino ativo em 1986.

## Conquistas
Wallace foi a primeira afro-americana e a primeira mulher presidente da Industrial Relations Research Association. Ela também recebeu vários prêmios por suas realizações, incluindo o Prêmio Westerfield da National Economic Association em 1981, e prêmios de várias universidades, incluindo Yale (1980) e Brown (1986).